# Psaliodes plumbescens
Psaliodes plumbescens là một loài bướm đêm trong họ Geometridae.